# Конте, Никола Жак
Никола Жак Конте (фр. Nicolas-Jacques Conté; 4 августа 1755 — 6 декабря 1805) — французский механик и живописец.

## Биография
Среди прочего предложил в 1792 году прибегнуть к воздушному шару для наблюдения за неприятелем, в результате чего был назначен директором аэростатического института и начальником бригады аэронавтов.
Война с Англией прекратила ввоз во Францию графита, Конте нашёл выход из положения, в 1795 году изобретя способ изготовления рисовальных карандашей, используемый до настоящего времени.
Во время египетской экспедиции оказал Наполеону большие услуги организацией в Каире мастерских для удовлетворения нужд войск.